# Belted Galloway

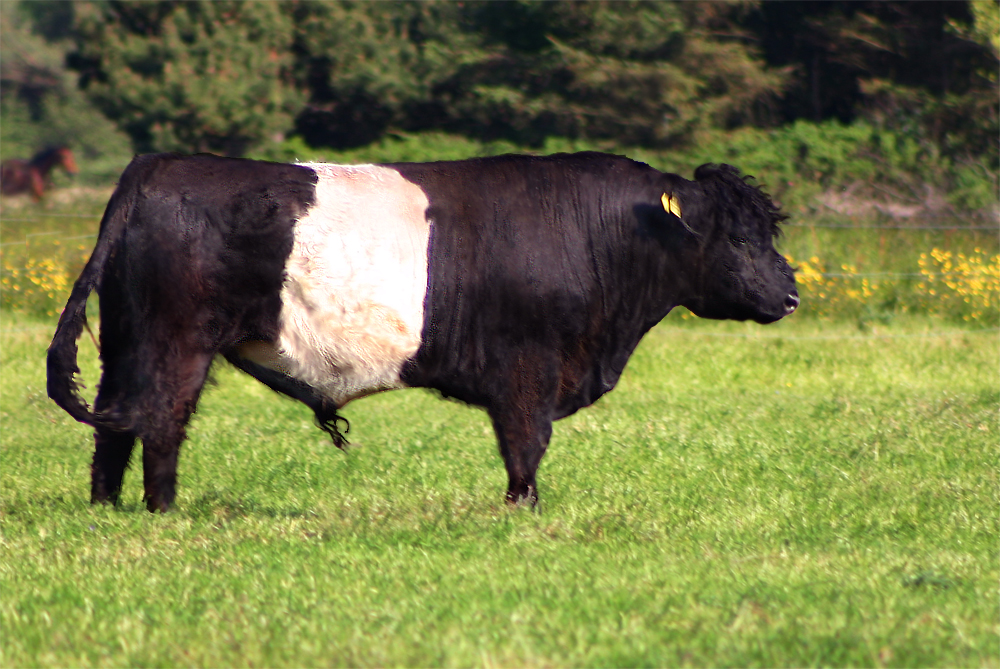
Taur rasa Belted Galloway

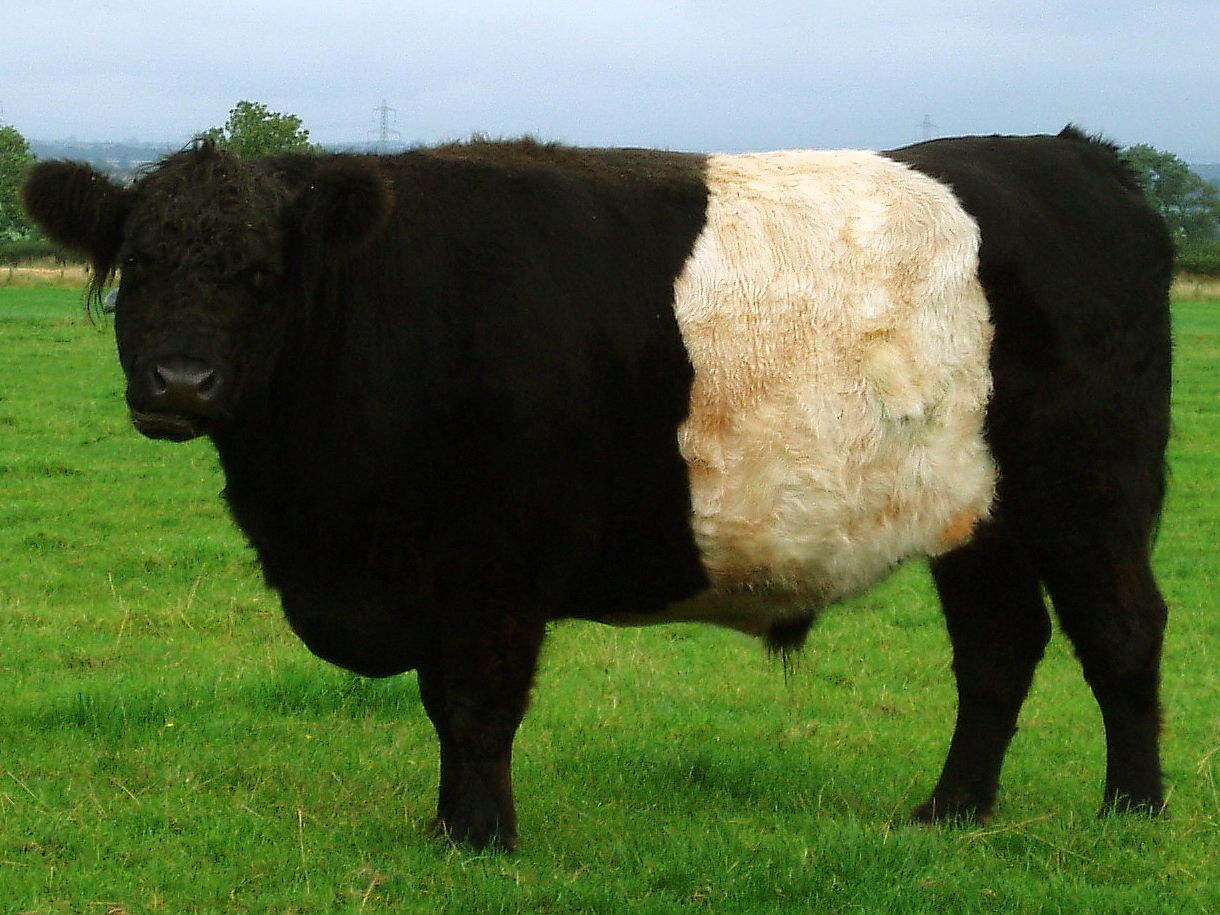

Belted Galloway este o rasă robustă de taurine originară din sud-vestul Scoției.

## Dimensiuni
Tauri: greutate circa 800 kg, vaci: greutate circa 500 kg; înălțime circa 120-130 cm.